# Naji Hakim
Naji Subhy Paul Irénée Hakim (* 31. Oktober 1955 in Beirut, arab. ناجي حاك) ist ein französischer Komponist, Organist und Pianist libanesischer Herkunft.

## Leben
Hakim war Schüler von Jean Langlais und studierte am Conservatoire de Paris bei Roger Boutry, Jean-Claude Henry, Marcel Bitsch, Rolande Falcinelli, Jacques Castérède und Serge Nigg. 1983 erhielt er den 1. Preis für Interpretation beim St Albans International Organ Festival. Von 1985 bis 1993 war er Organist an der Basilika Sacre Coeur in Paris, danach als Nachfolger von Olivier Messiaen Organist von La Trinité (Paris) (1993–2008). Er ist Theorieprofessor am Conservatoire National de Région de Boulogne-Billancourt und wirkt als Gastprofessor und seit 2004 composer in residence der Royal Academy of Music in London.
Er erhielt Preise bei internationalen Orgelwettbewerben in Haarlem, Beauvais, Lyon, Nürnberg, St Albans, Straßburg und Rennes. Mit der Symphonie en Trois Mouvements gewann er 1984 den Kompositionswettbewerb der Amis de l’orgue, mit The Embrace of Fire 1986 den ersten Preis der International Composition Competition for organ in memory of Anton Heiller in Collegedale/Tennessee, 1991 den Prix de Composition Musicale André Caplet der Académie des beaux-arts. 2002 wurde er Ehrendoktor der Universität St. Esprit in Kaslik (Libanon).
2007 wurde ihm von Papst Benedikt XVI. der Orden Pro Ecclesia et Pontifice verliehen.
Hakim komponiert Orchesterwerke und Instrumentalkonzerte, Orgelstücke, Kammermusik, Messen und andere kirchenmusikalische Werke.
Er ist mit der Musikwissenschaftlerin und Organistin Marie-Bernadette Dufourcet verheiratet, mit der er zwei Kinder hat.

## Kompositionen

### Orgel solo
- Cosmogonie (komponiert 1983. Unveröffentlicht.)
- Petite suite (komponiert 1983. Waltham Abbey, Essex: UMP, 2004)
- Symphonie en Trois Mouvements (komponiert 1984. Paris: Combre, 1984)
- The Embrace of Fire: Triptyque (komponiert 1986. Paris: Combre, 1986)
- Hommage à Igor Stravinsky. Triptyque (komponiert 1986. Paris: Leduc, 1990)
- Expressions (komponiert 1988. Chicago, Illinois (USA): H. T. FitzSimons, 1988)
- Memor (komponiert 1989. London: UMP, 1990)
- Rubaiyat (komponiert 1990. London: UMP, 1991)
- Variations on two themes:  „Old hundredth“ & „Donne secours“ (komponiert 1991. London: UMP, 1991)
- Rhapsody for organ duo (komponiert 1992. Waltham Abbey, Essex: UMP, 2005)
- Mariales (komponiert 1993. London: UMP, 1993):
  - Incantation
  - Pastorale
  - Antienne
  - Hymne
  - Danse
- Le Tombeau d’Olivier Messiaen: Trois Méditations symphoniques (komponiert 1993. London: UMP, 1994)
- Vexilla regis prodeunt (komponiert 1994. Paris: Leduc, 1995)
- Canticum (komponiert 1995. London: UMP, 1996)
- Sinfonia in honore Sancti Ioannis Baptistæ (komponiert 1996. London: UMP, 1997)
- Pange lingua (komponiert 1996. Paris: Leduc, 1997)
  - Pange lingua
  - Nobis datus
  - In supremœ nocte cœnœ
  - Verbum caro
  - Tantum ergo
  - Genitori, genitoque
- Te Deum (komponiert 1997. London: UMP, 1998)
- Bagatelle (komponiert 1997. London: UMP, 1998)
- Chant de Joie (komponiert 1997. London: UMP, 1998)
- The Last Judgment (komponiert 1999. Paris, Leduc, 2000)
- Quatre Études-Caprices für Pedal solo (komponiert 2000. Paris: Leduc, 2001)
- Gershwinesca (komponiert 2000. Mainz: Schott, in Vorbereitung)
- In Organo, Chordis et Choro (komponiert 2001. Paris. Leduc, 2002)
- Le Bien-aimé: Suite symphonique (komponiert 2001. Paris: Leduc, 2002):
  1. J’ai trouvé celui que mon cœur aime
  2. Notre joie et notre allégresse
  3. Viens, mon Bien-Aimé
  4. Avant que souffle la brise du jour
  5. Son aspect est celui du Liban, sans rival, comme les cèdres
  6. Ses traits sont des traits de feu
  7. Voici qu’il arrive sautant sur les montagnes, bondissant sur les collines
- Ouverture Libanaise (komponiert 2001. Paris: Leduc, 2004)
- Agapê (komponiert 2001. London: UMP, 2002)
- Bach’orama: Orgelfantasie über Themen von Johann Sebastian Bach (komponiert 2003. Paris, Leduc, 2004)
- Gregoriana (komponiert 2003. Paris: Leduc, 2004)
- Salve Regina (komponiert 2004. Mainz: Schott, 2005)
- Saksøbing præludier (komponiert 2005. Paris: Combre, 2006):
  1. Mit hjerte altid vanker  (Always my heart wanders to the birth place of Jesus)
  2. Nærmere, Gud, til dig  (Nearer, my God, to Thee)
  3. O Gud, du ved og kender  (O God, Thou knowest)
  4. At sige verden ret farvel  (The last farewell to life on earth)
  5. Hil dig, Frelser og Forsoner!  (Hail You, Saviour and Atoner)
  6. Den mørke nat forgangen er  (The gloomy night to morning yields)
  7. Nu blomstertiden kommer  (Now the flowers are blooming)
  8. Påskeblomst!  (Paschal Flow’r! why do you care to come forth?)
  9. Op, al den ting, som Gud har gjort  (Arise, all things that God has made)
  10. O kristelighed!  (O thou, image of Christ!)
  11. Så vældigt det mødte os først i vor dåb  (How wonderful, that the Word first met us in baptism)
  12. Befal du dine veje  (Commit thy way [unto God])
- Mit seinem Geist und Gaben: Variationen über „Ein feste Burg“ (komponiert 2006. Mainz: Schott, 2007)
- AALAIKI’SSALAAM: Variationen über ein libanesisches Thema (komponiert 2006. Mainz: Schott, 2007)
- Esquisses Grégoriennes en forme de Messe basse (komponiert 2006. Mainz: Schott, 2007):
  1. Nos autem (Entrée)
  2. Ave maris stella (Offertoire)
  3. Pater noster (Élévation)
  4. Ave verum (Communion)
  5. O filii et filiae (Sortie)
- Hommage à Jean Langlais (komponiert 2006. Mainz: Schott, 2008)
- Glenalmond Suite (komponiert 2007. Waltham Abbey, Essex: UMP, 2007):
  1. Strømmende
  2. Favnende
  3. Smilende
  4. Jublende
- To call my true love to my dance: Variationen über das dänische Lied „Vil du danse med mig“ (komponiert 2007. Mainz: Schott, 2009):
  1. Theme
  2. Cantabile
  3. Valse
  4. Deciso
  5. Arabesque
  6. Burletta
  7. Tango
  8. Scherzando
  9. Berceuse
  10. Finale
- All my founts shall be within you (Alle mine kilder skal være hos dig) (komponiert 2007. Mainz: Schott)
- Ich liebe die farbenreiche Welt (Jeg elsker den brogede verden) (komponiert 2008. Mainz: Schott, 2009):
  1. Präludium
  2. Tanz-Toccata
- Hagia Sofia (komponiert 2011, im Auftrag von Hans-Georg Vleugels zur Orgelweihe in der Schloßkirche, Chemnitz)

### Orgel mit anderen Instrumenten
- Old Hundredth für Blechbläser und Orgel (komponiert 1983. Paris: Leduc, 1995)
- Fantaisie sur „Adeste, Fideles“ mit 2. Orgel ad libitum (komponiert 1986. Paris: Bornemann/Leduc, 1988)
- Duo Concertant für Orgel und Klavier (oder zwei Klaviere) (komponiert 1988. London: UMP, 1990)
- Rondo for Christmas für Trompete und Orgel (komponiert 1988. London: UMP, 1990)
- Hymne au Sacré-Cœur für 7 Trompeten und Orgel (komponiert 1992. Paris: Leduc, 1995)
- Sonate für Trompete und Orgel (komponiert 1994. London: UMP, 1995)
- Suite Rhapsodique für Horn und Orgel  (komponiert 2002. London: UMP, 2002)
- Capriccio für Violine und Orgel (komponiert 2005. London: UMP)
- Variationen über „Wie schön leuchtet der Morgenstern“ für Oboe und Orgel (komponiert 2008. Mainz: Schott)

### Orchesterwerke und Konzerte
- Fantaisie Celtique für Klavier und Orchester (komponiert 1985. London: UMP, 1997)
- Konzert für Orgel und Streicher (komponiert 1988. London: UMP)
- Les Noces de l’Agneau: Trois tableaux symphoniques für Orchester (komponiert 1996. London: UMP, 1997)
- Hymne de l’Univers für Orchester (komponiert 1997. London: UMP, 1998)
- Seattle Concerto für Orgel und Orchester (komponiert 2000. London: UMP, 2000)
- Konzert für Violine und Streichorchester (komponiert 2002. Paris: Leduc)
- Konzert Nr. 3 für Orgel und Streichorchester (komponiert 2003. London: UMP)
- Ouverture Libanaise für Orchester (komponiert 2004. Paris: Leduc, 2004)
- Påskeblomst für Streichorchester (komponiert 2005. Waltham Abbey, Essex: UMP)
- Konzert Nr. 4 für Orgel und Kammerensemble „Det strømmende og uudslukkelige …“ (komponiert 2007. Paris: Combre)

### Andere Instrumente und Kammermusik
- Prélude et Fugue für vier Fagotte (komponiert 1983. London: UMP)
- Shasta: Suite für Cembalo (komponiert 1986. Cleveland, Ohio (USA): Ludwig Music 1988)
- Divertimento für vier Gitarren (komponiert 1987. London: UMP)
- Jeu für Harfe (komponiert 1987. Paris: G. Billaudot, 1990)
- Sonate für Violine solo (komponiert 1994. Paris: Leduc, 1996)
- Caprice en Rondeau für Flöte und Klavier (komponiert 1998. Paris: Leduc, 1999)
- Sonate für Violine und Klavier (komponiert 2000. Paris: Leduc, 2002)
- Dumia für Klavier solo (komponiert 2001. London: Associated Board of the Royal Schools of Music, 2001)
- Ouverture Libanaise für Klavier solo (komponiert 2001. Paris: Leduc, 2004)
- Sakskøbing præludier für Kammerensemble (Flöte, Klarinette, Fagott, Harfe, Violine, Viola und Violoncello) (komponiert 2005. Paris: Combre, 2006):
  1. Mit hjerte altid vanker  (Always my heart wanders to the birth place of Jesus)
  2. Nærmere, Gud, til dig  (Nearer, my God, to Thee)
  3. O Gud, du ved og kender  (O God, Thou knowest)
  4. At sige verden ret farvel  (The last farewell to life on earth)
  5. Hil dig, Frelser og Forsoner!  (Hail You, Saviour and Atoner)
  6. Den mørke nat forgangen er  (The gloomy night to morning yields)
  7. Nu blomstertiden kommer  (Now the flowers are blooming)
  8. Påskeblomst!  (Paschal Flow’r! why do you care to come forth?)
  9. Op, al den ting, som Gud har gjort  (Arise, all things that God has made)
  10. O kristelighed!  (O thou, image of Christ!)
  11. Så vældigt det mødte os først i vor dåb  (How wonderful, that the Word first met us in baptism)
  12. Befal du dine veje  (Commit thy way [unto God])
- Påskeblomst für Streichquartett (komponiert 2007. Waltham Abbey, Essex: UMP)
- Kammerconcert „Solen skinner altid på Beirut“ für Flöte, Klarinette, Fagott, Harfe, Klavier, Violine, Bratsche und Cello (komponiert 2008. Unveröffentlicht.)
- AALAIKI’SSALAAM: Variationen über ein libanesisches Thema für Klavier solo (komponiert 2009. Mainz: Schott)
- Glenalmond Suite für Klavier solo (komponiert 2009. Unveröffentlicht.):
  1. Strømmende
  2. Favnende
  3. Smilende
  4. Jublende

### Vokalwerke
- Saul de Tarse: Oratorium für Soli, Chor und Orchester (komponiert 1991. Paris: Leduc, 2000)
- Missa resurrectionis für Sopran solo (komponiert 1994. London: UMP, 1995)
- Missa redemptionis für 4-stg. Chor a cappella (komponiert 1995. London: UMP, 1995)
- Phèdre: Kantate für Mezzosopran und Klavier (komponiert 1997. London: UMP, 1998)
- Children für 4-stg. Chor a cappella (komponiert 1999. London: UMP, 1999)
- Messe Solennelle für Chor und Orgel (mit 2. Orgel ad libitum) (komponiert 1999. London: UMP, 1999)
- Magnificat für Sopran, Violine und Orgel (komponiert 1999. Paris: Leduc, 2002)
- Gloria für Chor und Orgel (komponiert 2002. London: UMP, 2002)
- Ave maris stella für Chor und Orgel (komponiert 2003. London: UMP, 2003)
- Phèdre für Mezzosopran und Orchester (komponiert 2004. London: UMP)
- Die Taube für Tenor und Streichquartett (komponiert 2005. Mainz: Schott, 2006)
- Die Taube für Tenor (oder Sopran) und Orgel (komponiert 2005. Mainz: Schott, 2006)
- Die Taube für Tenor und Streichorchester (komponiert 2005. Mainz: Schott, 2005)
- Jesu Redemptor omnium für Chor, Bläserquintett, Pauken und Schlagzeug (komponiert 2005. London: UMP)
- Det strømmende: Kanon (komponiert 2005. Unveröffentlicht.)
- Magnificat für drei hohe Stimmen und Orgel (komponiert 2006. Mainz: Schott, 2008)
- Nunc dimittis für drei hohe Stimmen und Orgel (komponiert 2006. Mainz: Schott, 2008)
- Magnificat für Sopran und Orgel (komponiert 2006. Mainz: Schott, 2008)
- Verbum caro factum est für drei hohe Stimmen und Orgel (komponiert 2007. Mainz: Schott)
- The Angel Cried: Megalynarion of Pascha für 4-stg. Chor und Gemeinde (komponiert 2007. Mainz: Schott)
- Set Me As A Seal Upon Your Heart (Læg mig som en seglring ved dit hjerte) für 4-stg. Chor a cappella (komponiert 2008. Unveröffentlicht.)

### Bücher
- Naji Hakim, Marie-Bernadette Dufourcet: Anthologie Musicale pour l’Analyse de la Forme. Combre, Paris 1995.
- Naji Hakim, Marie-Bernadette Dufourcet: Guide Pratique d’Analyse Musicale. Combre, Paris 1995.
- Naji Hakim: The Improvisation Companion. UMP, London 2000.
- Naji Hakim: Guide Pratique d’Improvisation. UMP, London 2001.

### Tonträger
- Naji Hakim plays Naji Hakim, Signum Records.
- Naji Hakim: Seattle Concerto for organ, Marie-Bernadette Dufourcet, organ; Seattle Symphony Orchestra dir. Gerard Schwarz, Ifo Records.
- Naji Hakim: Werke für Klavier, Nicolas Chevereau, Klavier, Rejoyce Classique.